# ابن الرسام
ابن الرسام هو كيميائي مصري مسلم وصانع البلاط والفسيفساء الذي ازدهر في عصر المماليك البحرية (1250-1382).
اشتهر ابن الرسام باختراع التقنيات التي حصل من خلالها على النحاس من أنواع مختلفة من المالاكيت. كما أكد اللون النيلي عن طريق تسخين مواد مختلفة. كان زميلًا للكيميائي أبو الأشبا بن تمام (ت 1361).